# Sul treno
Sul treno è il secondo singolo di Nek estratto dall'album La vita è e pubblicato nel 2000.
Il brano è presente nelle raccolte The Best of Nek - L'anno zero ed E da qui - Greatest Hits 1992-2010.

## Video
Il video musicale del singolo è ambientato come dice il titolo su un treno affiancato da alcune scene di passeggeri depressi e pensierosi, Nek che attraversa il corridoio e un ristorante degli anni quaranta.